# Dominus ac Redemptor
Dominus ac Redemptor es un breve apostólico, promulgado el 21 de julio de 1773 por el Papa Clemente XIV, por medio del cual se suprimió a la Compañía de Jesús.

## Contexto

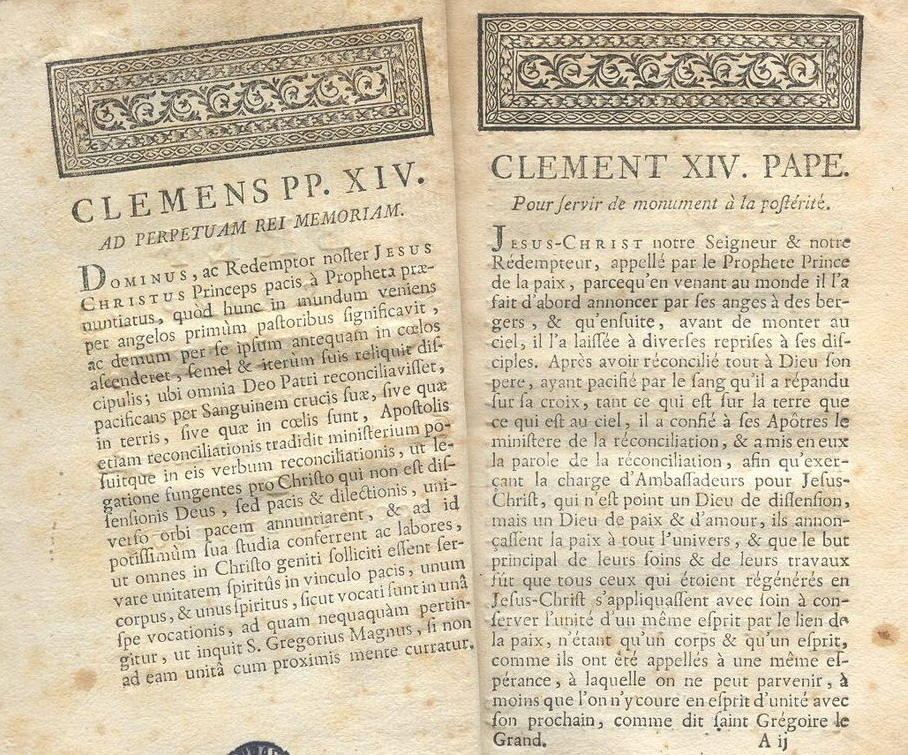
Primera páginas del Dominus ac Redemptor, en francés y latín.

Los jesuitas habían sido expulsados de Brasil (1754), Portugal (1759), Francia (1764), De los Reinos y Virreinatos del Imperio Español (1767) y Parma (1768). A pesar de enfrentarse con una fuerte presión de parte de los embajadores de las cortes borbónicas, el Papa Clemente XIII se negó repetidamente a ceder ante sus demandas, que pedían la total supresión de la Orden Jesuita. El asunto devino en una crisis que rondó las celebraciones del cónclave de 1769, que elegiría a Clemente XIV. El nuevo Papa, de la familia de los Ganganelli, era un fraile franciscano.
Clemente trató de aplacar a los enemigos de los jesuitas durante sus primeros años de gobierno a través de un duro tratamiento a la Orden: rechazó reunirse con el superior general Lorenzo Ricci, les ordenó no recibir novicios, entre otras medidas, sin ningún resultado. La presión había ido en aumento hasta el punto de que los países católicos amenazaron con romper con Roma. Clemente XIV finalmente cedió en nombre de la paz de la Iglesia y para evitar la secesión en Europa y suprimió la Compañía de Jesús a través del breve Dominus ac Redemptor, el 21 de julio de 1773.

## Contenido del documento

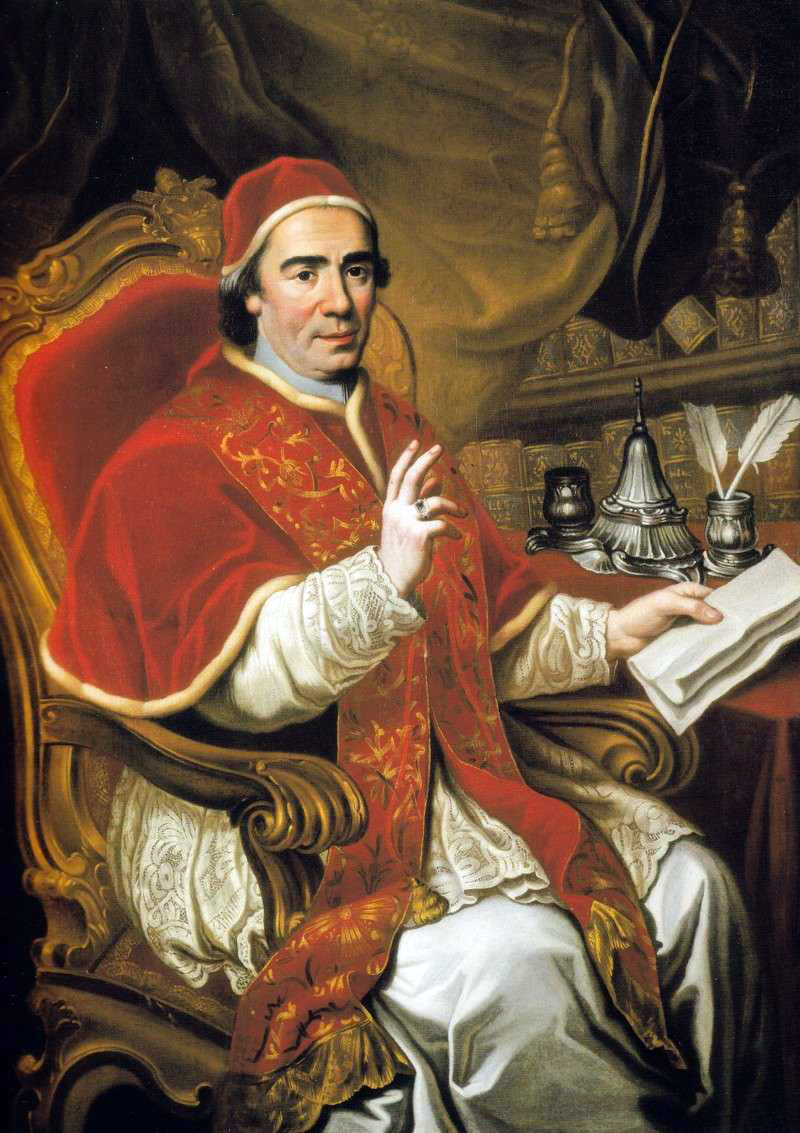
Clemente XIV, autor del Breve apostólico Dominus ac Redemptor. Anónimo,.

El documento posee 45 párrafos en total.
En el párrafo introductorio, Clemente XIV observa que como Cristo ha venido a la tierra como el príncipe de la paz, esta se ha trasmitido a los apóstoles y al sucesor del Pedro, cuya responsabilidad es la de fomentar las instituciones que busquen la paz, y eliminar las que la obstaculicen. Es por ello que el Papa se da, como propia facultad, la de suprimir una orden religiosa si esta atenta contra la armonía y la tranquilidad de la iglesia.
Luego Clemente continúa con un detallado estudio de las razones que lo motivan a extinguir a la Compañía de Jesús:
1. Se enumera una larga lista de cargos contra la Orden.
2. Se recuerda que, en su historia, la Orden fue severamente crítica.
3. La angustia ocasionada a los papas anteriores por los enfrentamientos entre católicos con respecto a la doctrina jesuita es evocada.

En una sección final, más técnica, Clemente XIV pronuncia la sentencia real de supresión de la Compañía de Jesús. Se le suman algunas disposiciones dictadas para la aplicación del breve.

## La ejecución del breve
Un segundo breve, el Gravissimis ex causis, del 16 de agosto, estableció una comisión de cinco cardenales encargados de informar a los jesuitas y encargándose de velar por los gastos causados por la expulsión: remate y venta de bienes, gastos de viaje o traslado de todos los miembros de la Compañía desde los territorios donde vivían y llevaban a cabo sus actividades misionales, gastos de alimentación, gastos por traslado de bienes imprescindibles, alquiler de edificios en los cuales se habrían de albergar durante el tiempo en que se dispersaban sus miembros, costo del traslado de cada jesuita a su lugar o poblado de origen. Así para el 18 de agosto de 1773 se entregó una carta del presidente de la comisión cardenalicia en la cual se ordenaba a todos los obispos de la Iglesia: proclamar y publicar el escrito en cada casa, residencia, o escuela jesuita, en presencia de todos y cada uno de los miembros de la comunidad jesuita, para que tomasen conocimiento de la decisión de extinguirla... 
Luego los jesuitas la harían del conocimiento de los habitantes de las poblaciones en donde vivían, lo cual no fue aceptado, o mejor dicho sería rechazada esa orden debido a la estrecha relación que había entre los religiosos y la gente, por lo que se produjeron una gran cantidad de protestas y levantamientos armados ante las autoridades eclesiásticas como civiles...
En tanto que en los reinos no católicos o protestantes del Sacro Imperio Romano Germánico, como por ejemplo en el Reino de Prusia y el Imperio ruso prohibieron a los obispos promulgar el breve y ordenaron a los jesuitas llevar a cabo sus actividades académicas como si nada hubiera pasado.